# Миллер-Лебедева, Вера Евгеньевна
Вера Евгеньевна Миллер-Лебедева (1 декабря 1880, Санкт-Петербург, Российская империя — 12 декабря 1970, Яссы, Румыния) — румынский математик, доктор математики (1906), профессор (1918). Лауреат Государственной премии Румынии (1953). Первая женщина-профессор университета в Румынии.

## Биография
Русская. В 1897 году окончила гимназию в Новгороде. В 1897-1902 годах обучалась на Бестужевских курсах в Санкт-Петербурге. С 1903 она изучала математику в Гёттингенском университете.  В 1906 году защитила докторскую диссертацию под руководством Д. Гильберта.  Её диссертация была посвящена «Теории целостности» и касалась интегральных уравнений. 
В Гёттингене она встретила румынского математика Александра Миллера и вышла за него замуж в 1907 году. Вместе с мужем отправилась в Румынию, поступила в Ясский университет, с 1910 года — преподаватель математического факультета. 
Позже работала в Петербурге, Бухаресте, Яссах. В 1918 году получила звание профессора.

## Научная деятельность
В докторской диссертации первой ввела т. н. особые интегральные уравнения, применив их к многочленам Чебышева – Эрмита и Чебышева – Лагерра. В одной из работ показала, что, наряду с классическими многочленами Якоби и функциями Аппеля, существуют и другие ортогональные и гипергеометрические функции. 
В работе по теории чисел решила вопрос о примитивных корнях составного идеала произвольного квадратичного поля. Её книга «Лекции по алгебре» В 1954 году была удостоена Румынской Государственной премии.